# Ellekari Sander
Ellekari Sander (* 20. Februar 1977 in Högalid als Ellekari Larsson) ist eine schwedische Musikerin (Gesang, Piano, Keyboards, Komposition).
Mit dem Quartett von Cecilia Wennerström und ihr als Sängerin entstand 2001 das Album Stuck Zipper, das bei Four Leaf Clover Records erschien. Sie wurde zunächst bekannt als Mitglied der Gruppe The Tiny, die mit ihrem Mann, dem Cellisten Leo Sander, und dem Bassisten Johan Berthling entstand und zwischen 2004 und 2009 drei Alben veröffentlichte. Mit Nille Sandberg im Duo sang sie in der Gruppe Vega das Album Sole Love (2005) ein.
Gemeinsam mit Leo Sander und dem Pianisten Mathias Landæus entstand in der Gruppe The Other Women das von ihr produzierte Album Sing. Sie ist auch auf Alben von Ane Brun (Duets) und The North Project (2014) zu hören.